# 葵若菜
葵若菜（日语：／ Aoi Wakana，1998年6月30日—），日本女演員，出生於神奈川縣，隸屬於星塵傳播事務所。她是偶像團體乙女新黨的前成員，於2012年12月加入，2014年7月退出。

## 演出作品

### 電視劇
- 草食系高校武士 第1話（2009年10月17日，日本電視台） - 飾演 永澤愛（幼年）
- 轉職代理人 第1話（2010年1月14日，朝日電視台） - 飾演 井野真真子（幼年）
- 火災調査官・紅蓮次郎（日语：火災調査官・紅蓮次郎） 第10作 - 第13作（2010年2月13日－2012年11月10日，朝日電視台） - 飾演 泉卡洛琳
- 薔薇色聖戰（日语：バラ色の聖戦#テレビドラマ）（2011年9月25日，朝日電視台） - 飾演 中西紗良（少女）
- 神聖怪物 最終話（2012年3月8日，朝日電視台） - 飾演 春日井優佳（少女）
- 相棒 season11 第14話（2013年2月6日，朝日電視台） - 飾演 高村奈津
- 只要吃 第4話・第8話（2013年8月2日・30日，東京電視台） - 飾演 童門和沙
- 天誅〜闇之懲治人〜（日语：天誅〜闇の仕置人〜）（2014年1月24日－3月14日，富士電視台） - 飾演 村田加奈子
- 青之炎 第6話（2014年8月22日，東京電視台） - 飾演 山賀的妹妹
- Binta～辯護師新人王～（日语：特攻事務員ミノワ#テレビドラマ）（2014年12月12日－12月19日，讀賣電視台） - 飾演 高津愛子
- 女性決不容許（日语：女はそれを許さない） 第7話（2014年12月2日，TBS） - 飾演 三澤真由
- 陰暗的夏天（日语：翳りゆく夏#テレビドラマ）（2015年1月18日－2月15日，WOWOW） - 飾演 未央[1]
- 表參道高校合唱部！（2015年7月17日－9月25日，TBS） - 飾演 蓮見杏子
- 總是在眼前（日语：いつも まぢかに）（2015年10月1日，IMAGICABS（日语：イマジカBS）） - 飾演 早瀨彩香[2]
- 金錢天使 ～你的錢、拿回去！（日语：マネーの天使〜あなたのお金、取り戻します!〜）（2016年1月7日－3月24日，讀賣電視台） - 飾演 菅原圓[3]
- 女優墮落（2016年3月23日－3月30日，BS朝日） - 主演・清島瑠衣[4]
- 跳舞吧！神樂公主（日语：舞え!KAGURA姫）（2016年11月30日，NHK BS Premium） - 主演・兒玉咲子[5]
- 金之殿下～Back To The NAGOYA～（2017年1月13日－2月10日，CBC電視台） - 飾演 星野鈴[6]
- 生存女孩（日本映画専門チャンネル） - 主演・鈴木結
- 你眼中的花束（2017年5月10日，TOKYO MX） - 飾演 光[7]
- 連續電視小說 笑天家（2017年10月7日－2018年3月31日，NHK） - 主演 藤岡／北村天
- 黑色止血鉗（2018年4月22日－6月24日，TBS電視台） - 飾演 花房美和[8]
  - 黑色止血鉗2（2024年7月7日－，TBS電視台）
- 毛骨悚然撞鬼經驗 夏之特別篇2018「穿衣鏡」（2018年8月18日，富士電視台） - 主演 近藤萌繪[9]
- BRIDGE（日语：BRIDGE はじまりは1995.1.17神戸）（2019年1月15日，關西電視台・富士電視台） - 飾演 服部瞳[10]
- 教場（2020年1月4日－5日・2021年1月3日－4日，富士電視台） - 飾演 岸川沙織[11]
  - 教場II（2021年1月3日 - 4日）
- 朗読ドラマ「リアルプリンセス」第2回「ラプンツェル」（2020年8月28日、NHK総合） - ストーリーテラー / 恵麻 / 朗読
- 誰も知らない明石家さんま」第6弾 特別ドラマ「笑顔に会いに行く道」（2020年12月13日、日本電視台） - IMALU（女主角）
- 年齡差婚姻（2020年12月15日－2021年2月9日，每日放送） - 主演・村上舞衣子（與竹財輝之助雙主演）[12]
- 四段不可思議故事~超常懸疑劇SP（日语：4つの不思議なストーリー）（2020年12月26日，富士電視台） - 主演 森山莉子[13]
- 世界奇妙君物語（日语：世にも奇妙な君物語#テレビドラマ）（2021年3月5日，WOWOW） - 主演・谷澤知子[14]
- 影響（日语：インフルエンス）（2021年3月20日－4月17日，WOWOW） - 飾演 坂崎真帆[15]
- 女人戰爭～獨身者殺人事件～（日语：女の戦争〜バチェラー殺人事件〜）（2021年7月3日，東京電視台） - 飾演 志倉若菜[16]
- Holiday〜江户的假日〜（2023年1月6日、東京電視台） - 主演・戸倉詩織 / お仙（與望月步雙主演）
- 三千日元的使用方法（2023年1月7日 - 2月25日、東海電視台・富士電視台） - 主演・御厨美帆
- 厨房革命 第1夜（2023年3月25日、朝日電視台） - 主演・香美綾子
- Dr.Chocolate（2023年4月22日－6月24日，日本電視台） - 飾演 Gilbert / 銀原明日香[17]
- 本能開關（2025年1月11日－3月15日，朝日電視台） - 主演・星小和（與宮近海斗雙主演）

### 電影
- 向陽處的她（2013年10月12日、東寶） - 飾演 渡來真緒（中學時代）
- 瀨戶內海賊物語（日语：瀬戸内海賊物語）（2014年5月31日、松竹） - 飾演 宮本愛子
- 再會吧！青春小鳥（2015年2月28日、Asmik Ace（日语：アスミック・エース）） - 飾演 關谷千夏[18]
- 暗殺教室（2015年3月21日、東寶） - 飾演 齋藤綾香[19]
- 罪之留白（日语：罪の余白#映画）（2015年10月3日、Phantom Film（日语：ファントム・フィルム）） - 飾演 笹川七緒[20]
- 恐怖天使（2016年11月26日、KATSU-do） - 主演・早紀子[21]
- 生存家族（2017年2月11日、東寶） - 飾演 鈴木結衣[22]
- 逆光之時（日语：逆光の頃#映画）（2017年7月8日、東映） - 飾演 真琴[23]
- 深夜巴士（日语：ミッドナイト・バス#映画）（2018年1月27日、新潟日報社（日语：新潟日報社）） - 飾演 高宮彩菜[24]
- 吃拉麵！（日语：ラーメン食いてぇ!#実写映画）（2018年3月3日、Broadmedia（日语：ブロードメディア）） - 主演・小島明美（與中村ゆりか雙主演）[25]
- 青夏：戀上你的30日（2018年8月1日、松竹） - 主演・船見理緒（與佐野勇斗雙主演）[26]
- 劇場版 ダーウィンが来た!アフリカ新伝説（2019年1月18日） - ナレーション
- 任俠學園（日语：任侠学園#実写映画）（2019年9月27日、Avex Pictures（日语：エイベックス・ピクチャーズ）） - 飾演 澤田千尋[27]

### 網路劇
- &美少女 NEXT GIRL meets Tokyo（日语：&美少女 NEXT GIRL meets Tokyo）（2017年5月11日、FOD） - 主演・美沙子

### 舞台劇
- 音樂劇「羅密歐與茱麗葉」（2019年2月23日 - 3月10日、東京國際論壇） - 主演・茱麗葉[28]
- 音樂劇「安娜塔西亞」（2020年3月9日 - 11日、東急劇場（日语：東急シアターオーブ）） - 主演・安雅[29]

### 廣播劇
- FM劇場（日语：FMシアター）（NHK-FM頻率）
  - 同一天空下（2014年11月8日） - 主演・羽生千晶[30]
  - Sugar Sonett（2015年6月13日） - 主演・芹澤美晴[31]
- 青春冒險（日语：青春アドベンチャー）「預言村的轉學生」（2015年1月5日 - 16日） - 主演・湯木奈央[32]

### 配音
- GJ部（2013年1月9日 - 3月27日、日本電視台） - 飾演 潔拉汀・伯恩斯坦
- CATS貓（2020年1月24日、東宝東和（日语：東宝東和）） - 飾演 維多利亞[33]

### PV
- 山下達郎「獻給光與你的安魂曲」（2013年10月9日）
- Shikuramen（日语：シクラメン (グループ)）「目光」（2013年11月20日）

## 獎項
- 第35回讀者票選講談社廣告新人第三名（2013年）
- 黃金飛翔獎（日语：エランドール賞）新人賞（2019年）[34]